# Isoscelipteron rufum
Isoscelipteron rufum är en insektsart som först beskrevs av Navás 1912.  Isoscelipteron rufum ingår i släktet Isoscelipteron och familjen Berothidae. Inga underarter finns listade i Catalogue of Life.